# Амвросий (католикос-патриарх всея Грузии)
Католикос-Патриарх Амвросий (груз. კათოლიკოს-პატრიარქი ამბროსი, Амброси; в миру Виссарион Зосимович Хелая, груз. ბესარიონ ზოსიმეს ძე ხელაია; 7 сентября 1861, селе Мартвили, Кутаисская губерния — 29 марта 1927, Тифлис) — католикос-патриарх Грузии, историк и религиозный деятель. Известен своим крайне негативным отношением к советской власти.
Канонизирован Священным синодом Грузинской православной церкви в 1995 году как святой Амвросий Исповедник.

## Биография
Амвросий родился 7 сентября 1861 года в селе Мартвили, Грузия.
Начальное образование он получил в духовной школе в Самегрело. Окончил Тифлисскую духовную семинарию в 1885 году, в том же году и был рукоположён в священники и отправлен в Абхазию, где служил священником в Сухуми, Новом Афоне и Лыхны, а также обучал население грузинскому языку.
Под псевдонимом Янтарь он опубликовал серию статей, которые осуждали политику русификации в Абхазии, а также обвинил местных русских чиновников в разжигании антигрузинских настроений среди абхазского населения.
В 1893 году овдовел. В 1896 году он поступил в Казанскую духовную академию, которую окончил в 1901 году со степенью кандидата богословия (тема диссертации — «Борьба христианства с исламом в Грузии»).
Учась в Академии, 11 февраля 1900 года принял монашеский постриг с именем Амвросий. Окончив обучение, вернулся в Грузию, в 1902 году был назначен настоятелем Челишского монастыря в провинции Рача и возведён в сан архимандрита.
Много сил и энергии приложил он для собирания и реставрации древних рукописей монастыря Челиши. Однажды, идя по монастырскому двору, он обратил внимание, как гулко звучат его шаги, свидетельствуя, что внизу пустота. Он начал копать в том месте и обнаружил древнюю рукопись святого Евангелия. Так была найдена знаменитая грузинская святыня — Челишское Евангелие — рукопись IX—X века.
В 1904 году его перевели в Тифлис членом синодальной конторы и назначили архимандритом монастыря Преображения Господня.
Активно выступал за предоставление Грузинскому экзархату статуса автокефалии. В связи с этой деятельностью в 1904 году переведён смотрителем Усть-Медведицкого духовного училища Донской епархии. Вскоре он вернулся в Грузию и в 1906 году стал членом Грузино-Имеретинской синодальной конторы и настоятелем Иоанно-Крестительской пустыни Грузинской епархии.
Весной 1908 года в Тифлисе Грузинский экзарх Никон (Софийский) был смертельно ранен неизвестными в рясах. Амвросий, узнав о гибели архиепископа Никона, был потрясён: «Потеряны христианские начала, сдерживавшие страсти человеческие; упала в людях вера и сказалась натура зверская — жажда крови своего ближнего. Вот пред нами жертва этого ужасного времени, нами переживаемого. Беспримерна такая жертва в истории христианской Церкви».
В поднявшейся волне негодования обвинения в убийстве легли на ревнителей автокефалии Грузинской церкви, среди которых архимандрит Амвросий был одним из первых. В 1908 году он был обвинён в причастности, лишён права служения и в 1909 году сослан в Рязанский Троицкий монастырь, где находился под строгим надзором более года.
В 1910 году оправдан, разрешён в служении и назначен настоятелем Старорусского монастыря Новгородской епархии, где оставался до 1917 года.
В августе 1917 года вернулся в Грузию и 15 октября того же года был хиротонисан во епископа Чкондидского. В 1918 году назначен управляющим Сухумо-Абхазской епархией и возведён в сан митрополита.

### Патриарх
После смерти прежнего патриарха Грузии, Леонида, от холеры, в 1921 году Амвросий был избран 7 сентября 1921 года его преемником. 14 октября состоялось его настолование в Мцхетском соборе.
В соответствии с решениями недавно установленного режима большевиков, церковь была лишена юридического статуса, а церкви и монастыри стали закрывать. Духовенство преследовалось, а имущества церквей и монастырей конфисковали.
7 февраля 1922 года Амвросий направил меморандум Генуэзской конференции, в которой он описал условия, при которых Грузия жила после вторжения Красной Армии. В меморандуме содержался протест от имени народа Грузии, лишенного своих прав, против Советской оккупации и требование вмешательства цивилизованного человечества против злодеяний большевистского режима. В феврале 1923 года, Амвросий и все члены Патриаршего Совета были арестованы и посажены в тюрьму. В марте 1924 года, советские власти устроили открытый судебный процесс. Помимо отправки обращения к Генуэзской конференции, Амвросия также обвинили в сокрытии исторических сокровищ Церкви, с целью не допущения их передачи Советскому государству. Все священнослужители арестованные вместе с патриархом, показали свою солидарность с Амвросием, который взял на себя всю ответственность за свои действия, которые он, как было объявлено, совершил в соответствии с его обязательствами и с преданностью Грузинской церкви. Его последними словами на процессе были: «Моя душа принадлежит Богу, мое сердце моей стране, а с моим телом делайте что хотите, палачи». Амвросия должны были приговорить к смертной казни, но его осудили на восемь лет лишения свободы с конфискацией имущества.
Вскоре после этого, в августе 1924 года в ряде регионов Грузии вспыхнуло антисоветское восстание, длившееся около трёх недель. В результате около 3000 человек погибли, 12 000 были казнены, а 20 000 сосланы в Сибирь. Множество священнослужителей тоже были репрессированы, а митрополит Кутаисский и Гаэнатский Назарий был среди тех, кого расстреляли без суда и следствия.
В начале марта 1925 года председатель ВЦИК, Михаил Калинин, находившийся в Грузии, призвал к амнистии участников восстания августа 1924 года, а также приостановить религиозные гонения. В 1926 году, Амвросий и некоторые другие священнослужители были освобождены из тюрем. Амвросий не прожил долго после освобождения и умер 29 марта 1927 года в Тбилиси.
Амвросий известен как плодовитый историк церкви и исследователь первичных грузинских источников. Он является автором ряда статей, опубликованных на русском и грузинском языках. Амвросий обнаружил ранее неизвестную версию рукописи Мокцеваи Картлисаи («Обращение Грузии»).

## Канонизация
В 1995 году житие католикоса-патриарха всей Грузии Амвросия было рассмотрено на расширенном заседании Священного Синода Грузинской Православной Церкви. За выдающиеся труды на благо Церкви и грузинского народа он был канонизирован в сентябре 1996 года на Поместном Соборе Грузинской Православной Церкви как святой Амвросий Исповедник.
Днём поминовения святого Амвросия Исповедника стало 16 марта.

## Признание
В 2013 году посмертно награждён грузинским орденом Национального героя.